# فرودگاه بین‌المللی ولادی‌وستوک
فرودگاه بین‌المللی ولادی‌وستوک (به انگلیسی: Vladivostok International Airport) یک فرودگاه همگانی ۱۰۰۳۷۱۸ با کد یاتا VVO است. این فرودگاه در شهر ولادی‌وستوک کشور روسیه قرار دارد و در ارتفاع ۱۴ متری از سطح دریا واقع شده است.

## شرکت‌های هواپیمایی و مقصدهای پروازی

### مسافری
| شرکت‌های هواپیمایی                 | مقصدهای پروازی |
| --------------------------------- | --- |
| آئروفلوت                          | شرمتیوو |
| آئروفلوت اجرا توسط آورورا         | پکن، ایگناتیوا، گیمهی، هاربین تایپینگ، هنگ کنگ، خاباروفسک ناوی، کامسامولسک بر آمور، سوکول، تولمچوا، پتروپاولوفسک/سیبون، اینچئون، ناریتا، یوژنو-ساخالینسک فصلی: دالیان ژووشویزی، یاکوتسک، یانجی چائویانگ‌چون |
| آئروفلوت اجرا توسط روسیه ایرلاینز | ونوکووا |
| ایر کریو                          | سونان |
| آورورا                            | Dalnegorsk, Dalnerechensk, Kavalerovo, Plastun, Terney |
| Azur Air                          | چارتر فصلی: کام رانح، پوکت |
| هواپیمایی جنوبی چین               | چانگچون لونگییا، هاربین تایپینگ |
| ایر آئرو                          | ایگناتیوا، کادالا، ایرکوتسک، اولان‌اوده |
| ججو ایر                           | اینچئون (آغاز از ۲۹ سپتامبر ۲۰۱۷) |
| کورین ایر                         | اینچئون |
| نورداستار                         | چارتر فصلی: سانیا فونیکس |
| نوردویند ایرلاینز / Pegas Fly     | چارتر فصلی: کام رانح، انگوراه رای |
| فیلیپین ایرلاینز                  | چارتر: نینوی آکوئینو |
| رویال فلایت                       | چارتر فصلی: سووارنابومی، کام رانح، پوکت |
| اس۷ ایرلاینز                      | پکن، هنگ کنگ، ایرکوتسک، خاباروفسک ناوی، تولمچوا، کانزای، پتروپاولوفسک/سیبون، اینچئون، شانگهای پودنگ، ناریتا، یوژنو-ساخالینسک فصلی: سووارنابومی                                                             |
| ساراتوف ایرلاینز                  | ایگناتیوا، یملیانو، اولان‌اوده (آغاز از ۲۰ اوت ۲۰۱۷) |
| سیچوان ایرلاینز                   | هاربین تایپینگ |
| تیانجین ایرلاینز                  | تیانجین بینهای |
| اورال ایرلاینز                    | ایرکوتسک، پاشکوفسکی، تولمچوا، پتروپاولوفسک/سیبون، پالکوو، کولتسوو فصلی: سووارنابومی، چانگچون لونگییا |
| ازبکستان ایرویز                   | فصلی: تاشکند |
| یاکوتیا ایرلاینز                  | سوکول، پتروپاولوفسک/سیبون، یاکوتسک فصلی: چنگدو شوانگلیو، چئونگ‌جو، یانگ‌یانگ |